# 大目付
大目付（おおめつけ）は、江戸幕府および諸藩の役職の一つ。古くは惣目付（そうめつけ）、大監察（だいかんさつ）とも呼ばれた。

## 江戸幕府での職務
大目付は、大名・高家および朝廷を監視して、これらの謀反から幕府を守る監察官の役割を持った。寛永9年（1632年）12月17日に、秋山正重・水野守信・柳生宗矩・井上政重の4名が任じられたのがはじまりである。また、設置当初は惣目付と称した。
旗本の中から選任され、旗本の役職の中でも御側衆・御留守居・大番頭に準ずる高位とされた。そして、旗本でありながら万石級（大名）を監視することから、その在任中は大名同等に万石級の禄高を与えられ、「○○守」の官位が叙任された。
江戸時代中期になると、従来の監察官としての色彩よりも伝令（幕府の命令を全国の大名に伝える役）や殿中（江戸城中）での儀礼官としての色彩が濃くなり、名誉職・閑職とみなされるようになり、町奉行や勘定奉行を務めた旗本が、老年になって任じられる役職となった。また、兼帯といって道中奉行・宗門改役・鉄砲改役など5つの役を兼任した。
役高は3000石で、幕府では職制上は老中の管轄支配下とされた。寛文5年（1665年）に役料制度が発足された翌年に、役高は1000俵と定められた。天和2年（1682年）に役料制度が廃止されると役高をそのまま知行高に加えられることとなった。
元禄5年（1692年）に役料制度が復活され、この時の制度では、大目付の役高は3000石と定められ、役高が3000石以下の知行者のみに700俵が支給された。
定員は不定で、家光-家綱期は3ないし2名、綱吉-家重期は4ないし3名、家治-家慶期は5ないし4名であり、掛の新設などによっても設置人数は変化した。道中奉行を兼帯する大目付は筆頭格であり、京都所司代・大坂城代等と同様に将軍を代理する立場にあった。

## 諸藩の場合
会津藩・大垣藩・米沢藩・肥後藩など、諸藩にもこれらの役職を置く藩が存在した。会津藩では2名、大垣藩では5から8名置かれており、人数は藩や時代により様々であった。
中老・番頭・組頭より格下の藩士から選ばれる藩や米沢藩のように武鑑で用人として掲載される藩もあれば、会津藩のように家老・若年寄・奉行に次ぐ重職で、家老候補である藩も存在した。肥後藩でも、家老・中老に次ぐ重職（大奉行と並んで）とされ、目付・横目を配下に収めた。これらのように、藩によって同じ役職名でも位置づけが異なっていた。
一方で柳河藩のように当初、大目付役が存在したが専横を振るったので廃止になった藩もあれば、長州藩や仙台藩のように大目付職が存在しない藩もあった。

## 主な江戸幕府大目付就任者
- 柳生宗矩（1632年 - 1636年）
- 水野守信（1632年 - 1636年）
- 秋山正重（1632年 - 1640年）
- 井上政重（1632年 - 1658年）
- 中根正盛（1635年 - 1666年）[注釈 1]
- 加賀爪忠澄（1640年 - 1641年）[注釈 2]
- 北条氏長（1655年 - 1670年）[注釈 3]
- 高木守久（1659年 - 1676年）
- 黒川正直（1665年 - ）
- 大岡忠種（1670年 - 1681年）
- 渡辺綱貞（1673年 - 1681年）
- 彦坂重紹（1679年 - 1697年）
- 坂本重治（1681年 - 1682年）
- 高木守勝（1682年 - 1699年）
- 中山直守（1684年 - 1687年）
- 水野守政（1685年 - 1687年）
- 藤堂良直（1688年 - 1706年）
- 小田切直利（1692年 - 1706年）
- 仙石久尚（1695年 - 1719年）
- 庄田安利（1699年 - 1701年）
- 折井正辰（1701年 - 1712年）
- 松前嘉広（1703年 - 1705年）
- 駒木根政方（1732年 - 1747年）
- 石野範種（1737年）
- 稲生正武（1738年 - 1744年）
- 松波正春（1739年 - 1744年）
- 河野通喬（1742年 - 1749年）
- 石河政朝（1744年 - 1754年）
- 水野忠伸（1744年 - 1747年）
- 大井満英（1756年）
- 曲淵英元（1757年 - 1758年）
- 池田政倫（1758年 - 1775年）
- 依田政次（1769年）
- 小野一吉（1771年 - 1783年）
- 松平忠郷（1773年 - 1787年）
- 久松定愷（1781年 - 1785年）[注釈 4]
- 安藤惟要（1782年）
- 牧野成賢（1784年 - 1791年）
- 松浦信桯（1787年）
- 桑原盛員（1788年 - 1798年）
- 池田長恵（1795年 - 1800年）
- 井上利恭（1798年 - 1821年）
- 中川忠英（1806年 - 1820年）
- 水野忠通（1810年 - 1823年）
- 有田貞勝（1812年）
- 曲淵景露（1820年）
- 岩瀬氏紀（1820年）
- 織田信節（1822年 - 1831年）
- 榊原忠之（1836年 - 1837年）
- 神尾元孝（1837年）
- 跡部良弼（1839年 - 1841年、1855年 - 1856年）
- 松平政周（1841年）
- 遠山景元（1844年 - 1845年）
- 深谷盛房（1844年 - 1854年）[注釈 5]
- 渡辺輝綱（1844年）
- 土岐頼旨（1845年 - 1846年、1855年 - 1858年）
- 堀利堅（1845年 - 1858年）
- 池田長溥（1846年 - 1853年）
- 井戸弘道（1853年 - 1855年）
- 筒井政憲（1854年 - 1857年）
- 井戸覚弘（1856年 - 1858年）
- 伊沢政義（1856年 - 1857年、1858年 - 1863年）
- 池田頼方（1857年 - 1858年）
- 久貝正典（1858年 - 1860年）
- 小笠原長常（1860年）
- 山口直信（1860年）
- 酒井忠行（1862年）
- 駒井朝温（1862年、1864年、1866年）
- 浅野氏祐（1862年 - 1863年）
- 岡部長常（1862年 - 1863年）
- 松平正之（1862年 - 1864年）
- 津田正路（1863年）
- 大久保忠恕（1863年 - 1864年）
- 渡辺考綱（1863年 - 1864年）
- 松平康正（1863年 - 1864年）
- 土屋正直（1864年）
- 松平康英（1864年）
- 根岸衛奮（1864年）
- 永井尚志（1864年 - 1865年、1865年 - 1867年）
- 黒川盛泰（1864年 - 1867年）
- 滝川具挙（1864年 - 1868年）
- 有馬則篤（1864年 - 1868年）
- 戸川安愛（1865年 - 1866年）
- 川勝広運（1865年 - 1867年）
- 梅沢孫太郎（1867年 - 1868年）
- 山岡高歩（鉄舟）（1868年）
- 織田信重（泉之）（1868年）
- 合原義直（1868年）